# Hexatoma (Eriocera) angustipennis
Hexatoma (Eriocera) angustipennis is een tweevleugelige uit de familie steltmuggen (Limoniidae). De soort komt voor in het Oriëntaals gebied.